# Tiszit
Tiszit (arab. ‏تيشيت‎, fr. Tichitt) – miasto w centralnej Mauretanii w regionie administracyjnym Takant w oazie na Saharze, założone w 1150 roku. Główną gałęzią gospodarki jest uprawa palmy daktylowej. Zachowała się tu tradycyjna zabudowa wiejska, dzięki czemu w 1996 roku miasto wpisano na listę światowego dziedzictwa kultury UNESCO wspólnie z Szinkitem, Wadanem i Walatą. Działa tu niewielkie muzeum.